# Вентиляция
Вентиля́ция (от лат. ventilatio — проветривание) — перемещение газов под действием разности давления без применения замкнутых каналов.
Чаще всего применяется для удаления отработанного воздуха из помещения и замены его наружным. В необходимых случаях при этом проводится: кондиционирование воздуха, фильтрация, подогрев или охлаждение, увлажнение или осушение, ионизация и т. д. Вентиляция обеспечивает санитарно-гигиенические условия (температуру, относительную влажность, скорость движения воздуха и чистоту воздуха) воздушной среды в помещении, благоприятные для здоровья и самочувствия человека, отвечающие требованиям санитарных норм, технологических процессов, строительных конструкций зданий, технологий хранения и т. д.
Также под этим термином в технике часто имеются в виду системы оборудования, устройств и приборов для этих целей.

## Исторический очерк
Отдельные приёмы организованной вентиляции закрытых помещений применялись ещё в древности. Вентиляция помещений до начала XIX века сводилась, как правило, к естественному проветриванию. Теорию естественного движения воздуха в каналах и трубах создал М. В. Ломоносов. В 1795 году В. X. Фрибе впервые изложил основные положения, определяющие интенсивность воздухообмена в отапливаемом помещении сквозь неплотности наружных ограждений, дверные проёмы и окна, положив этим начало учению о нейтральной зоне.
В начале XIX в. получает развитие вентиляция с тепловым побуждением приточного и удаляемого из помещения воздуха. Отечественные учёные отмечали несовершенство такого рода побуждения и связанные с ним большие расходы теплоты. Академик Э. X. Ленц указывал, что полная вентиляция может быть достигнута только механическим способом.
С появлением центробежных вентиляторов технология вентиляции помещений быстро совершенствуется. Первый успешно работавший центробежный вентилятор был предложен в 1832 году А. А. Саблуковым. В 1835 этот вентилятор был применён для проветривания Чагирского рудника на Алтае. Саблуков предложил его и для вентиляции помещений, трюмов кораблей, для ускорения сушки, испарения и т. д. Широкое распространение вентиляции с механическим побуждением движения воздуха началось с конца XIX века.
Одним из крупнейших учёных в области вентиляции и отопления являлся профессор В. М. Чаплин.
Одним из этапов развития вентиляции было появление электрических двигателей с изменяемой частотой оборотов. Первое упоминание о вентиляторе с таким электродвигателем ознаменовано 1972—1974 годами, когда компания Каналфлэкт применила этот двигатель в канальном вентиляторе.
Если же вести речь о вентиляции, как о явлении в истории, то нельзя не упомянуть Римскую империю, инженеры которой устанавливали в некоторых домах нечто вроде вентиляционной шахты. При этом термин «вентиляция» произошёл от латинского слова «ventilatio», которое означает «проветривание».

## Вредные выделения в помещении
Основное назначение вентиляции — борьба с вредными выделениями в помещении. К вредным выделениям относятся:
- избыточное тепло;
- избыточная влага;
- различные газы и пары вредных веществ, образующиеся как в бытовых (например, при приготовлении пищи или при использовании фумигаторов, свечей, при курении), так и в производственных процессах, таких как плавка и литьё металлов и сплавов, пластмасс, сварка и пайка, лакокрасочные работы, травление;
- пыль.

## Типы вентиляционных систем
Вентиляционная система — совокупность устройств для обработки, транспортирования, подачи и удаления воздуха.
Системы вентиляции классифицируются по следующим признакам:
- По способу создания давления и перемещения воздуха: с естественным и искусственным (механическим) побуждением
- По назначению: приточные и вытяжные
- По способу организации воздухообмена: общеобменные, местные, аварийные, противодымные
- По конструктивному исполнению: канальные и бесканальные

По количеству воздуха на человека в час. К примеру, в кухне при 4-конфорочной газовой плите 90 м3/ч, в совмещённом санузле 50 м3/ч, в бомбоубежище — не менее 2,5 м³/ч, в офисном помещении — не менее 20 м³ в час для посетителей, находящихся в помещении не более 2 часов, для постоянно находящихся людей — не менее 60 м³ в час.
Расчёт вентиляции производится с помощью следующих параметров: производительность по воздуху (м³/ч), рабочее давление (Па) и скорость потока воздуха в воздуховодах (м/с), допустимый уровень шума (дБ), мощность калорифера (кВт).
Норматив по воздухообмену регламентируется строительными нормами и правилами (СНиП) и санитарными нормами и правилами (Сан Пин)
Вентиляционная сеть.
Сетью называют систему воздуховодов и других элементов воздушного тракта, на которые подаёт воздух вентилятор. Сеть может состоять из элементов тракта, подсоединённых последовательно, параллельно или смешано.

### Типы систем по способу побуждения движения воздуха

#### Естественная вентиляция
При естественной вентиляции воздухообмен осуществляется из-за разницы давления снаружи и внутри здания.
Под неорганизованной естественной системой вентиляции понимается воздухообмен в помещении, происходящий за счёт разности давлений внутреннего и наружного воздуха и действий ветра через неплотности ограждающих конструкций, а также при открывании форточек, фрамуг и дверей.
Организованной естественной вентиляцией называется воздухообмен, происходящий за счёт разности давлений внутреннего и наружного воздуха, но через специально устроенные приточные и вытяжные проёмы, степень открытия которых регулируется с помощью шиберов. Для создания пониженного давления в вентиляционном канале может использоваться дефлектор. Такой тип вентиляции чаще всего применяется в многоквартирных домах, однако у такой системы вентиляции есть существенный минус - возникновение обратной тяги, если температура в помещении ниже чем за его пределами, и сильное снижение или отсутствие тяги, если температура в помещении незначительно отличается от температуры воздуха за его пределами. В случае подключения, например, газоходов газовых котлов к такой системе вентиляции, это может привести к отравлению угарным газом.

#### Механическая вентиляция
При механической вентиляции воздухообмен происходит за счёт разности давления, создаваемой вентилятором или эжектором. Этот способ вентиляции более эффективен, так как воздух предварительно может быть очищен от пыли и доведён до требуемой температуры и влажности, к тому же, такая система ни при каких условиях не может создать обратную тягу. В механических системах вентиляции используются такие приборы и оборудование, как: вентиляторы, электродвигатели, фанкойлы, рекуператоры, регенераторы, воздухонагреватели, шумоглушители, пылеуловители и фильтры, осушители и увлажнители воздуха, ультрафиолетовые облучатели, частотные преобразователи, терморегуляторы, гигрометры, автоматика и др., позволяющие перемещать воздух в больших пространствах. Такие системы могут подавать и удалять воздух из локальных зон помещения в необходимом количестве, независимо от изменяющихся условий окружающей воздушной среды. При необходимости воздух подвергают различным видам обработки (очистке, нагреванию, увлажнению и т. д.), что практически невозможно в системах естественной вентиляции. Затраты электроэнергии на их работу могут быть довольно большими.
Примечание:
Следует отметить, что несчастные случаи могут происходить при одновременной работе газовых приборов (котлов, колонок, конвекторов) и вытяжного зонта над газовой плитой, работающего в режиме воздухоудаления. В результате работы «вытяжки» зачастую происходит опрокидывание тяги в дымовом канале и угарный газ вместе с продуктами сгорания от газового прибора поступает в помещение квартиры. Ситуация усугубляется, если в квартире установлены пластиковые окна. Их малая воздухопроницаемость приводит к недопустимому снижению количества приточного воздуха в квартиру (нарушается воздушный баланс). Проще говоря, установив новые окна, вы практически перекроете приток воздуха, необходимого как для полного сгорания газа, так и для нормальной работы общеобменной вентиляции.

### Типы систем по назначению

#### Приточная вентиляция
Приточная система вентиляции — система, подающая в помещение определённое количество воздуха. В приборы в зависимости от бренда и модели могут быть встроены дополнительные функции:
- очистка воздуха;
- подогрев воздуха;
- проветривание воздуха;
- увлажнение воздуха;
- рециркуляция воздуха.

На климатическом рынке есть вентиляционные установки, которые включают в себе часть функций и те, которые работают как универсальное устройство — сразу за несколько приборов.

#### Вытяжная вентиляция
Вытяжная вентиляция служит для удаления из помещения отработанного воздуха, а также продуктов сгорания природного газа от газовых плит.

#### Приточно-вытяжная вентиляция
Приточная-вытяжная система вентиляции — система, которая обеспечивает забор воздуха с улицы, его очистку от пыли, пыльцы и подачу в помещение. Одновременно вторая часть системы собирает отработанный воздух и неприятные запахи, и удаляет их наружу. Основным преимуществом приточно-вытяжной вентиляции является проветривание помещения при закрытых окнах без шума, пыли, сквозняков и аллергенов.

### Типы систем по способу организации воздухообмена

#### Общеобменная вентиляция
Общеобменная система вентиляции предусматривается для создания одинаковых условий и параметров воздушной среды (температуры, влажности и подвижности воздуха) во всём объёме помещения, главным образом в его рабочей зоне (1,5—2,0 м от пола), когда вредные вещества распространяются по всему объёму помещения и нет возможности (или нет необходимости) их уловить в месте образования.

#### Местная вентиляция
Местной вентиляцией называется такая, при которой воздух подают на определённые места (местная приточная вентиляция) и загрязнённый воздух удаляют только от мест образования вредных выделений (местная вытяжная вентиляция).
Местная приточная вентиляция может обеспечивать приток чистого воздуха (предварительно очищенного и подогретого) к определённым местам. И наоборот, местная вытяжная вентиляция удаляет воздух от определённых мест с наибольшей концентрацией вредных примесей в воздухе. Примером такой местной вытяжной вентиляции может быть вытяжка на кухне, которая устанавливается над газовой или электрической плитой. Чаще всего используются такие системы в промышленности.

#### Аварийная вентиляция
Аварийная система вентиляции устанавливается в помещениях, где возможен неожиданный выброс чрезвычайно опасных вредных веществ в количествах, значительно превышающих ПДК, с целью их быстрого удаления. Аварийная вентиляция необходима для удаления газа в помещениях с газовым пожаротушением, для удаления газа после работы системы.

#### Противодымная вентиляция
Противодымная система вентиляции устанавливается в производственных зданиях, где применяются технологии с повышенной пожароопасностью, и служит для обеспечения эвакуации людей. С помощью этой системы подаётся необходимое количество воздуха, препятствующего распространению дыма в помещении. Система работает в начальной стадии пожара.

### Типы систем по конструктивному исполнению

#### Канальная вентиляция
Канальные системы вентиляции имеют сеть воздуховодов для перемещения воздуха.

#### Бесканальная вентиляция
При бесканальной системе вентилятор устанавливают в стене, перекрытии.

## Вентиляционное оборудование
Системы вентиляции включают в себя группы самого разнообразного оборудования: прежде всего, это вентиляторы, вентиляторные агрегаты или вентиляционные установки. Среди дополнительного оборудования — шумоглушители, воздушные фильтры, электрические и водяные воздухонагреватели, регулирующие и воздухораспределительные устройства и пр.

### Вентиляторы
Вентилятор представляет собой механическое устройство, предназначенное для перемещения воздуха по воздуховодам системы вентиляции. По конструкции и принципу действия вентиляторы делятся на канальные (круглые и прямоугольные), крышные, осевые (аксиальные), центробежные (радиальные) и тангенциальные (диаметральные), батутные и т. д.

#### Осевые вентиляторы
Осевой вентилятор представляет собой расположенное в цилиндрическом кожухе (обечайке) колесо из консольных лопастей, закреплённых на втулке под углом к плоскости вращения. Рабочее колесо как правило насаживается непосредственно на ось электродвигателя.
При вращении колеса воздух захватывается лопастями и перемещается в осевом направлении. При этом перемещение воздуха в радиальном направлении практически отсутствует.
Осевые вентиляторы имеют больший КПД по сравнению с радиальными и диаметральными. Такие вентиляторы, как правило, применяют для подачи значительных объёмов воздуха при малых аэродинамических сопротивлениях вентиляционной сети.

#### Центробежные (радиальные) вентиляторы
Центробежный (радиальный) вентилятор представляет собой расположенное в спиральном кожухе лопаточное (рабочее) колесо, при вращении которого воздух, попадающий в каналы между его лопатками, двигается в радиальном направлении к периферии колеса и сжимается. Под действием центробежной силы он отбрасывается в спиральный кожух и далее направляется в нагнетательное отверстие.
В зависимости от назначения вентилятора, лопатки рабочего колеса изготавливают загнутыми вперёд или назад. Количество лопаток бывает различным в зависимости от типа и назначения вентилятора. Применение радиальных вентиляторов с лопатками, загнутыми назад, даёт экономию электроэнергии примерно 20 %. Также они легко переносят перегрузки по расходу воздуха. Преимуществами радиальных вентиляторов с лопатками рабочего колеса, загнутыми вперёд, являются меньший диаметр колеса, а соответственно и меньшие размеры самого вентилятора, и более низкая частота вращения, что создаёт меньший шум.

#### Диаметральные (тангенциальные) вентиляторы
Диаметральный (тангенциальный) вентилятор состоит из рабочего колеса барабанного типа с загнутыми вперёд лопатками и корпуса, имеющего патрубок на входе и диффузор на выходе. Действие диаметральных вентиляторов основано на двукратном поперечном прохождении потока воздуха через рабочее колесо.
Используются в основном в кондиционерах (внутренние блоки сплит-систем) и тепловых завесах. В вентиляционных сетях диаметральные вентиляторы используются крайне редко.

### Шумоглушители
Установка в систему вентиляции шумоглушителей является одной из эффективных мер по снижению аэродинамического шума в воздушном потоке. Наиболее часто применяемые шумоглушители конструктивно делятся на пластинчатые и трубчатые. Главная их особенность — наличие развитых поверхностей, облицованных звукопоглощающим материалом (минеральная вата, стекловолокно и прочее).
Чаще всего шумоглушитель устанавливается на определённом расстоянии между вентилятором и магистральным воздуховодом на границе естественной преграды шума (любая звуковая преграда).
Необходимость установки шумоглушителя в вентиляционной системе должна быть подтверждена специальным акустическим расчётом.

### Воздушные фильтры
Служат для очистки приточного воздуха, а в некоторых случаях и вытяжного воздуха.
Существует множество типов конструкций воздушных фильтров. Принцип действия, конструкция и материал фильтра зависят от требуемых параметров воздуха.
В вентиляционных системах воздушные фильтры классифицируются по степени очистки воздуха. Чем меньше частички пыли, эффективно улавливаемые фильтром, тем выше его класс очистки. Согласно принятой международной классификации, существует четыре класса фильтров грубой очистки воздуха (классы G1-G4), пять классов тонкой очистки (классы F5-F9), пять классов фильтров особо тонкой очистки, именуемых так же HEPA-фильтрами (классы H10-H14), а также три класса ультра-тонкой очистки воздуха, или ULPA-фильтры (классы U15-U17).
Помимо класса очистки, важными параметрами фильтров являются их пылеёмкость и аэродинамическое сопротивление.

### Воздухонагреватели, канальный нагреватель (или калори́фер)
В современных зданиях система вентиляции, как правило, работает совместно с системой отопления здания, а в некоторых случаях полностью её заменяет. Для подогрева воздуха в вентиляционных системах используются воздухонагреватели. Большинство воздухонагревателей в вентиляционных системах — водяные либо электрические.
Водяные воздухонагреватели это по сути теплообменники, в которых воздух получает тепло от горячей воды, нагретой в отопительном котле или поступающей из центральной теплосети.
Электрические воздухонагреватели питаются от электросети и преобразуют электрическую энергию в тепловую.
Кроме активных воздухонагревателей применяются пассивные системы рекуперации тепловой энергии. Рекуперация осуществляется за счёт теплообмена между вытяжным каналом и притоком. Теплообмен может производиться при помощи нескольких основных типов теплообменников:
1. перекрестноточный пластинчатый рекуператор, в котором несмешивающиеся воздушные потоки притока и вытяжки текут по многочисленным каналам с общими для разных потоков стенками — рекуперация тепла по разным данным может составлять от 70 до 85 %;
2. роторный рекуператор, в котором теплообмен происходит в роторе, при этом происходит частичное смешение приточного и вытягиваемого воздуха — степень рекуперации тепла аналогична показателям пластинчатого рекуператора;
3. рекуператор с промежуточным теплообменником, в котором линии притока и вытяжки разнесены в пространстве на некоторое расстояние, а перенос тепла между вентканалами осуществляется путём перекачки жидкого теплоносителя между индивидуальными теплообменниками в каналах — степень рекуперации тепла в таких системах достигает 50-60 %, но бывает оправдана, когда необходимо гарантированно исключить воздухообмен между вытяжкой и притоком.

### Противопожарные и регулирующие клапаны
Клапан противопожарный — автоматически и дистанционно управляемое устройство для перекрытия вентиляционных каналов или проёмов в ограждающих строительных конструкциях зданий, имеющее предельные состояния по огнестойкости, характеризуемые потерей плотности и потерей теплоизолирующей способности:
- нормально открытый (закрываемый при пожаре);
- нормально закрытый (открываемый при пожаре);
- двойного действия (закрываемый при пожаре и открываемый после пожара).[2]

Регулирующий клапан предназначен для использования в системах отопления, кондиционирования, вентиляции и служит для регулирования, перекрытия или изменения направления потока воздуха в вентиляционных каналах.
Корпус клапана — неподвижный элемент конструкции клапана, который устанавливается в монтажном проёме ограждающей конструкции или на ответвлении воздуховода.
Заслонка клапана — подвижный элемент конструкции клапана, установленный в корпусе и перекрывающий его проходное сечение.
Привод клапана — механизм, обеспечивающий перевод заслонки в автоматическом и дистанционном режимах в положение, соответствующее его функциональному назначению. Привод клапана является исполнительным механизмом.
Одной из главных характеристик клапана является тип привода клапана.

#### Пружинный привод с тепловым замком
Пружинный привод с тепловым замком дешевле остальных и не требует дополнительной автоматики и подвода электропитания. Однако он имеет ряд существенных недостатков:
- срабатывание привода происходит только после расплавления теплового замка, для этого необходимо, чтобы горячие продукты горения достаточно длительное время проходили через клапан и омывали тепловой замок. Привод в результате этого имеет большую инерцию и срабатывает не в начале пожара, а значительно позже;
- невозможно включение привода от внешнего устройства. Это не позволяет периодически проверять работоспособность клапана и включать его в случае пожара вручную;
- после срабатывания требуется замена клапана или его теплового замка, в результате после однократного срабатывания система оказывается незащищённой.[5]

#### Пружинный привод с электромагнитной защёлкой
Данный привод также называют электромагнитным.
В 1950 году в СССР началось внедрение на мукомольных производствах рециркуляционных установок, имеющих в своём составе клапан с электромагнитной защёлкой, который при пропадании напряжения закрывался под собственным весом и весом груза. При возникновении пожара в вентиляционный сети срабатывал тепловой извещатель, установленный внутри воздуховода. Происходило закрытие клапана и отключение вентилятора.
В клапанах современных конструкций срабатывание происходит при подаче напряжения на электромагнит. Защёлка при срабатывании освобождает заслонку и под действием пружины клапан переходит в рабочее положение. Возврат заслонки в исходное положение после срабатывания клапана производится вручную.

#### Электромеханический (электромоторный) привод с возвратной пружиной
Электромеханический привод часто называют по названию швейцарской фирмы BELIMO.
Управляющим сигналом на срабатывание клапанов является снятие напряжения с привода, после чего возвратная пружина переводит заслонку в рабочее положение. Подача напряжения на привод электродвигателя переводит заслонку в исходное положение и удерживает её, потребляя при этом незначительную мощность.

#### Электромеханический (электромоторный) реверсивный привод
При смене полярности напряжения на электромоторе происходит изменение положения заслонки на противоположное. Применяется в основном в автотехнике, например заслонки системы климат-контроля. Часто установлены концевые выключатели для отключения питания электромотора в конечном положении заслонки. Установить промежуточное состояние привода невозможно: только полностью открыт или закрыт.
Электромеханический (электромоторный) привод с цифровым (микропроцессорным) управлением
Применяется в «умных» системах вентиляции зданий. В основном управление осуществляется постоянным напряжением 0…10 Вольт постоянного тока. Данный тип привода позволяет открывать заслонку на необходимую величину и тем самым регулировать поток воздуха и пропускную способность. Часто самодельные устройства подобного типа используются в самодельных инкубаторах, рекуператорах и иных системах.